# Bogoljubovo
Bogoljubovo (rusky Боголю́бово – Bogoljúbovo) je ruská vesnice v Suzdalském rajónu Vladimirské oblasti. Leží asi 10 kilometrů severovýchodně od města Vladimir. Populace má v současné době tendenci růstu, v roce 1969 ve městě žilo na 3 900 obyvatel, roku 1989 se počet obyvatel zvýšil na 4 143, obyvatelstvo dále v roce 2002 stouplo na 4 218 obyvatel. Poslední sčítání lidu z roku 2010 ukazuje hodnotu 4 494 obyvatel.
Bogoljubovo založil veliký vladimirský kníže Andrej Jurjevič Bogoljubskij na řece Něrli vtékající do řeky Kljazmy v roce 1158. Andrej zde panoval 17 let, poté byl roku 1174 v Bogoljubově zavražděn.
Ruští ortodoxní křesťané věří, že Andrej Bogoljubskij založil toto město poté, co měl vidění Bohorodičky. Před ním se zjevila Bohorodička držící svitek v pravé ruce a přikázala mu postavit klášter na místě zjevení. Na tomto místě dnes stojí chrám Pokrovu na Něrli, který je v rámci Bílých památek Vladimiru a Suzdalu od roku 1992 zapsán na seznamu světového dědictví UNESCO.

## Historie

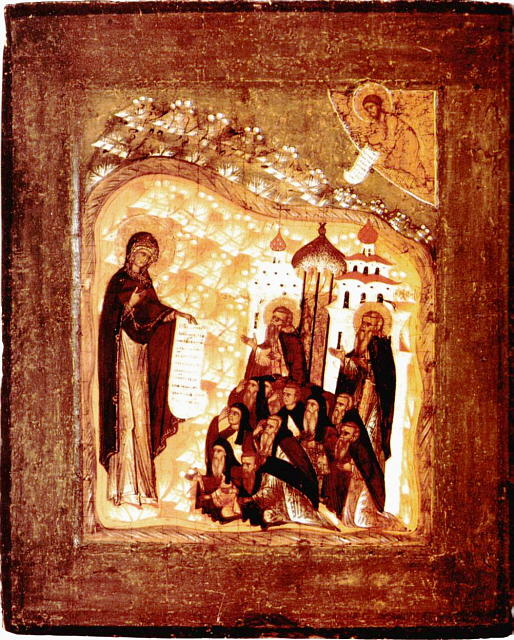
Bogoljubská ikona Matky Boží se svatým Zosimem a Sabbatikem

Bogoljubovo, bývalé sídlo knížete Andreje Bogoljubského vládnoucího mezi léty 1157–1174, bylo založeno v roce 1158 na příkaz knížete Andreje v místě, kde řeka Něrl spojuje povodí řeky Oky s povodím Volhy. Založení města duchovenstvo spojovalo s legendou o zjevení se Matky Boží knížeti Andrejovi. Když se vracel z Vyšgorodu a přivážel odsud byzantskou ikonu Bohorodičky, 10 kilometrů od Vladimiru se koně zastavili a žádným způsobem se nenechali přimět k další cestě. Na tomto místě průvod přenocoval. Té noci proběhlo zjevení a na jeho místě byl založen hrad Andreje Bogoljubského, který se stal symbolem obce.
V roce 1177 nechal rjazaňský kníže Gleb Rostislavič dobýt a vyplenit Bogoljubovo poté, co byl Andrej Bogoljubskij zavražděn. Mongolové poté zničili hradby města v roce 1238. V 17. – 19. století probíhala výstavba kláštera, v roce 1917 po velké říjnové revoluci byl klášter uzavřen, poté byl v roce 1992 znovu otevřen. Od roku 1997 jsou v Bogoljubově kláštery dva – mužský a ženský.
Mezi léty 1945 a 1965 bylo Bogoljubovo centrem vladimirského rajonu, Od roku 1965 je součástí suzdalského rajonu. V letech 1960–2005 mělo Bogoljubovo status sídla městského typu.
Do současnosti se částečně zachovaly sypané valy, příkopy a spodní části stěn a opěrných pilířů bělokamenného opevnění knížecího paláce – arkádová galerie a věž s točitým schodištěm, také základy chámu Narození Panny Marie (z let 1158–1165), na kterých je postaven patrový barokní kostel z roku 1751. Chrám Nanebevzetí Panny Marie, zvonice a obytné domy nad vstupní branou byly postaveny v 19. století. Chrám Bogoljubské ikony Panny Marie v byzantsko-ruském stylu byl dokončen roku 1866 podle projektu architekta Konstantina Andrejeviče Tona. Nejznámější a nejvýraznější stavbou Bogoljubova je chrám Pokrovu na Něrli, který se rovněž dochoval celý. Nachází se asi 1,5 kilometru od Bogoljubova.
V roce 2004 zde ve zrekonstruovaném objektu zaniklé konzervárny otevřela výrobní závod česká firma Hamé.

## Populace
| Rok  | Počet obyvatel | Zdroj informací                                    |
| ---- | -------------- | -------------------------------------------------- |
| 1859 | 1 003          | Spis obyvatelstva měst po sčítání lidu v roce 1859 |
| 1897 | 1 459          | Sčítání lidu Ruské říše (1897)                     |
| 1926 | 1 474          | Sčítání lidu SSSR (1926)                           |
| 1959 | 2 585          | Sčítání lidu SSSR (1959)                           |
| 1970 | 3 942          | Sčítání lidu SSSR (1970)                           |
| 1979 | 4 171          | Sčítání lidu SSSR (1979)                           |
| 1989 | 4 143          | Sčítání lidu SSSR (1989)                           |
| 2002 | 4 218          | Sčítání lidu Ruska (2002)                          |
| 2010 | 4 494          | Sčítání lidu Ruska (2010)                          |

## Fotografie

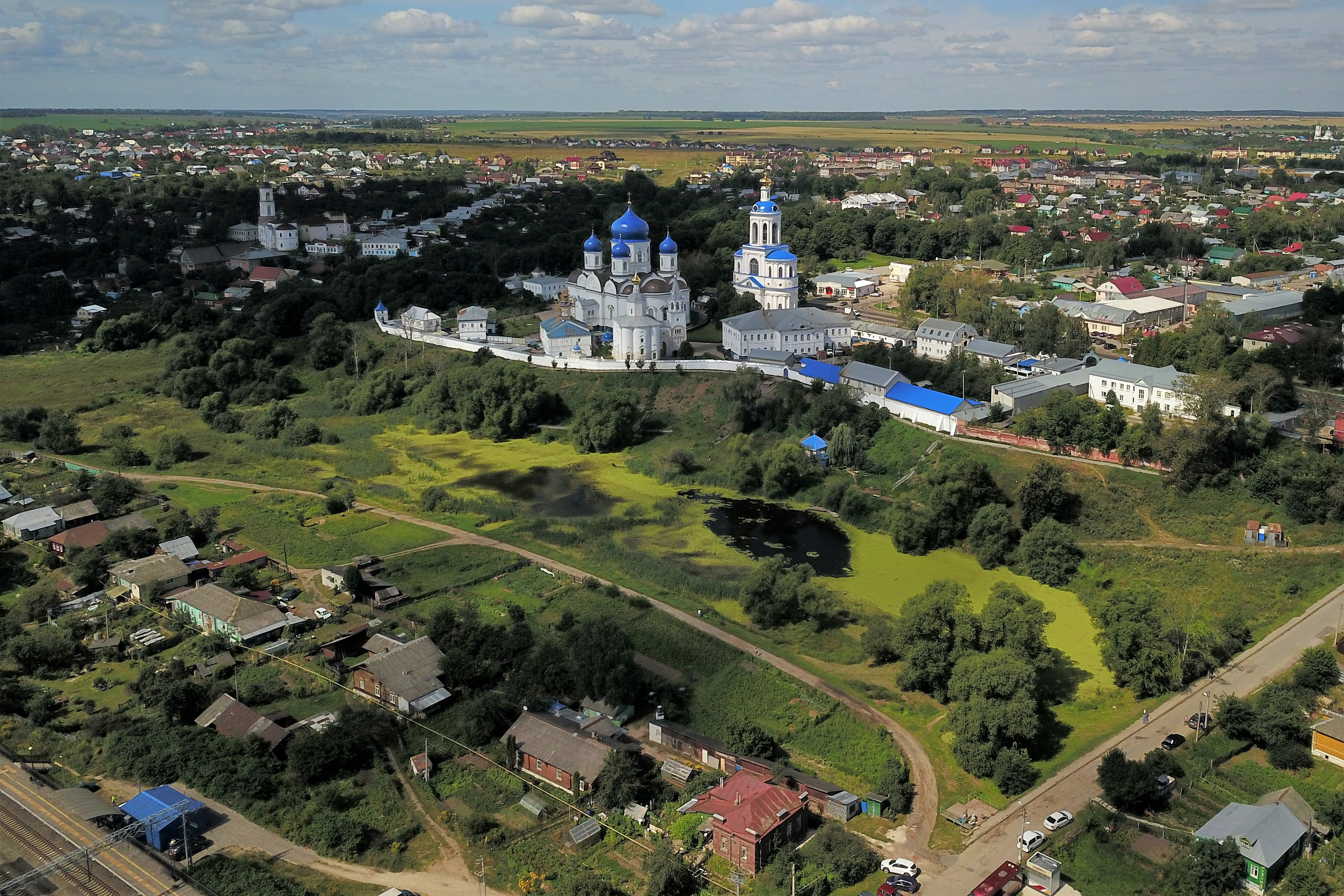
Pohled na kostelní věže
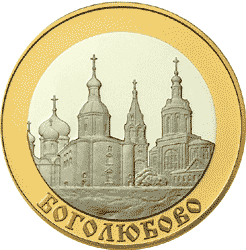
Pětirublová mince s vyobrazením bogoljubského chrámu
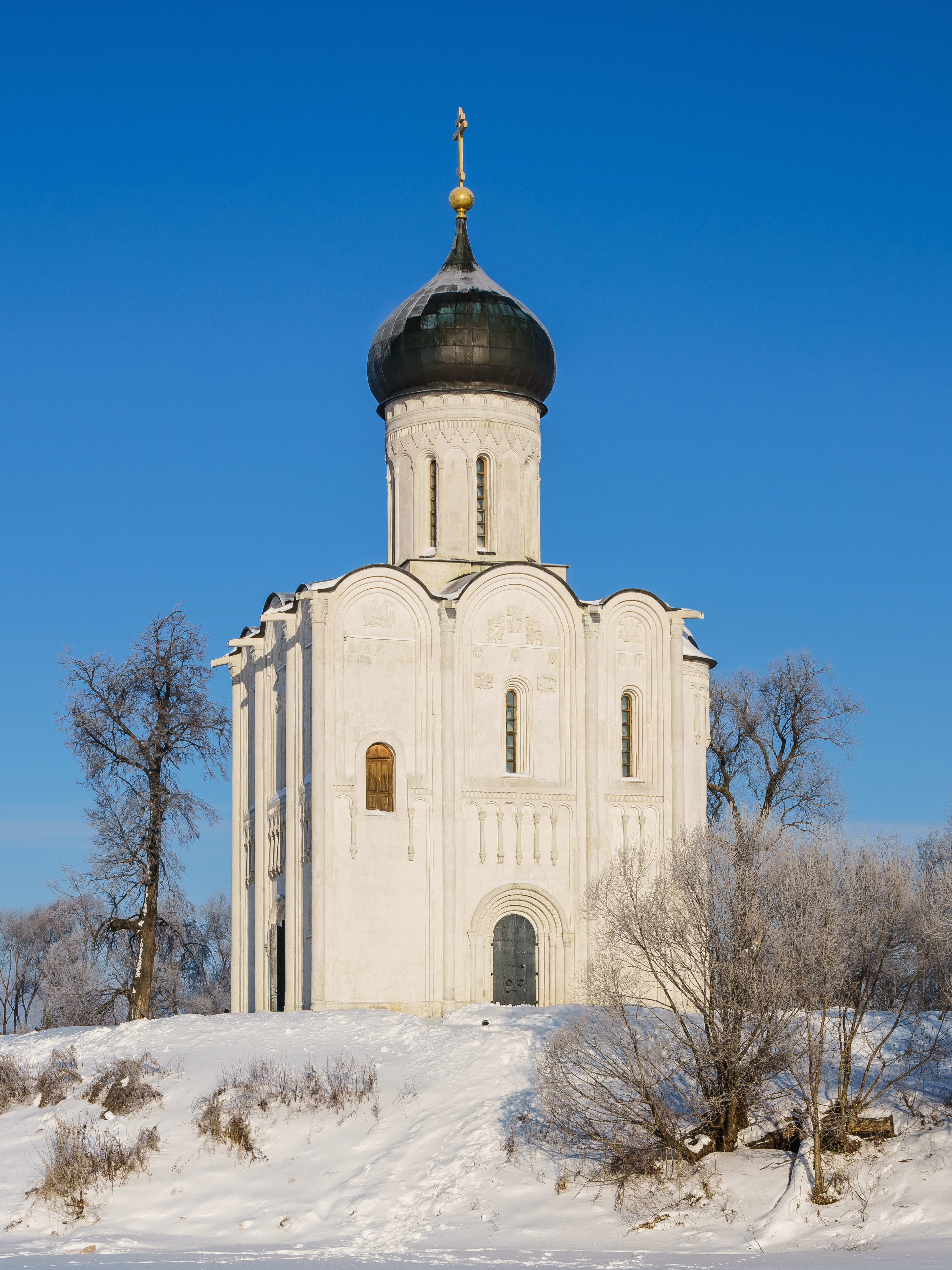
Chrám Pokrovu na Něrli